# Kellertheater Hamburg

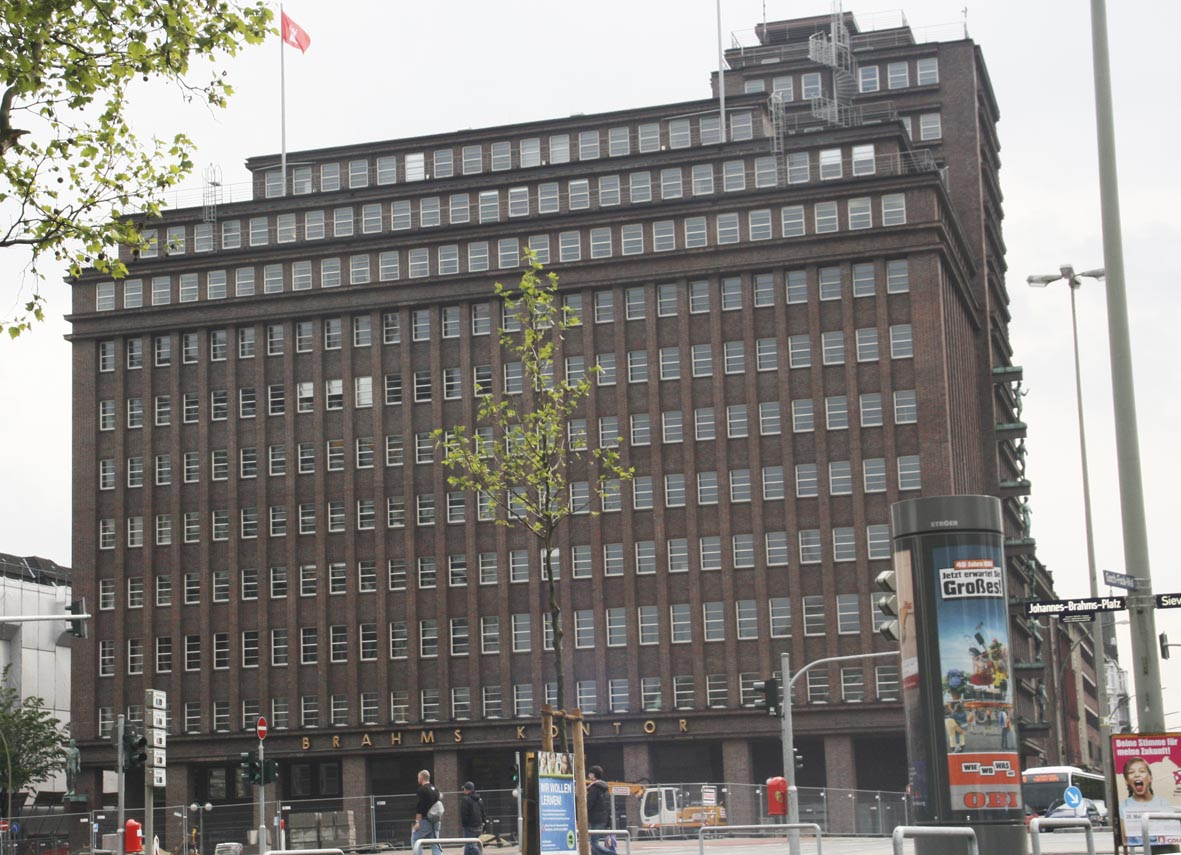
Das Brahms Kontor Hamburg

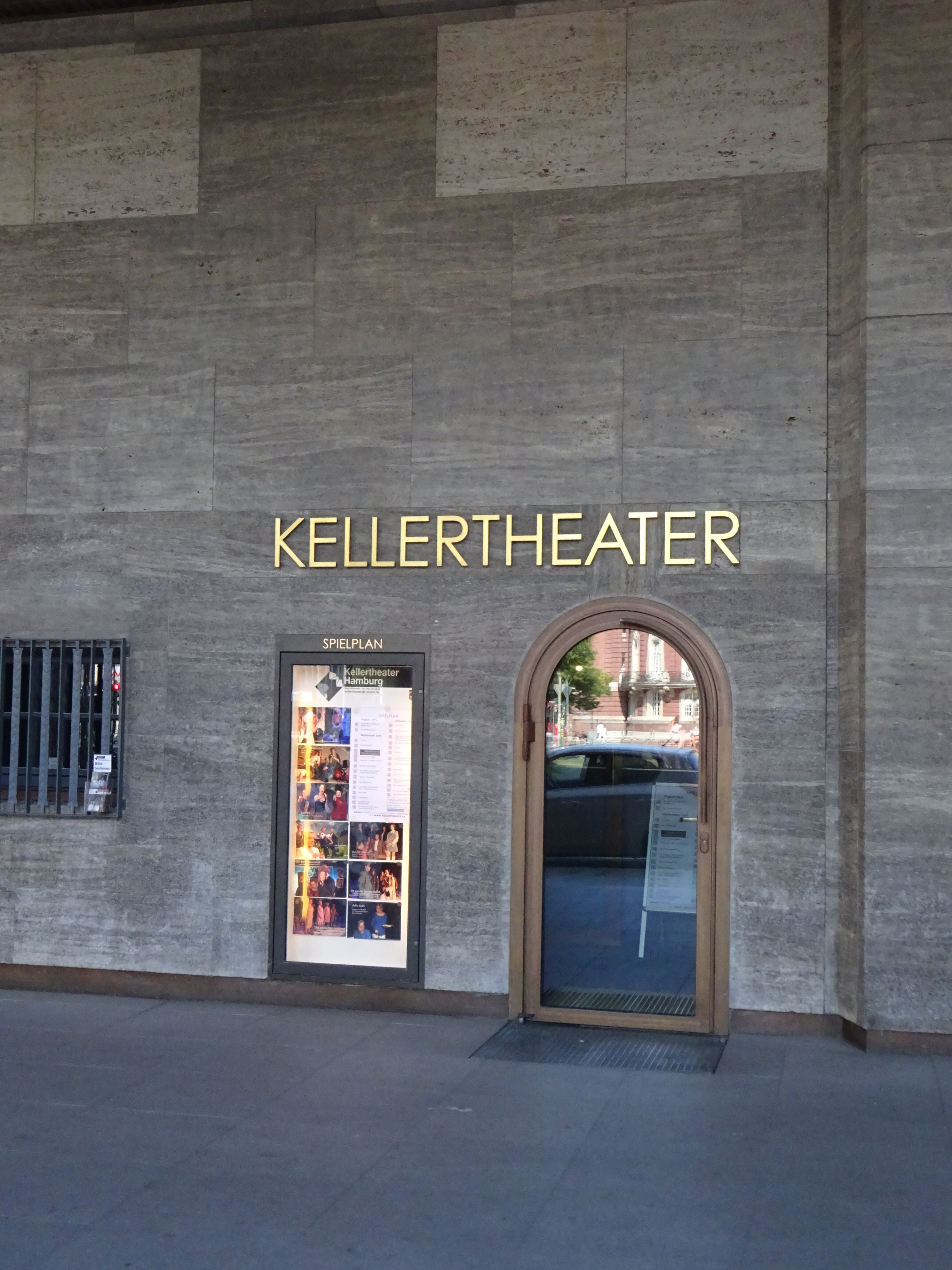
Kellertheater im Brahms Kontor in Hamburg-Neustadt

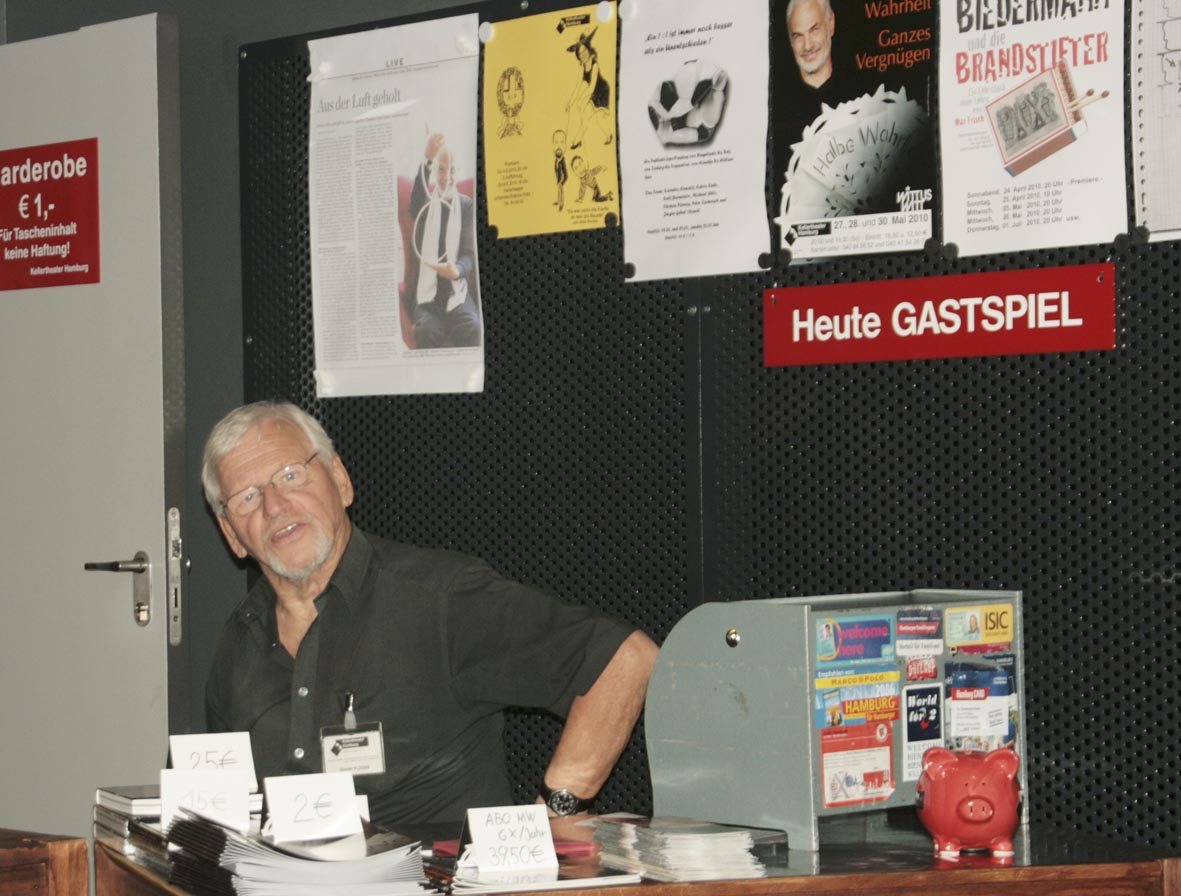
Der langjährige Leiter und Regisseur des Kellertheaters, Günter Karl Dose

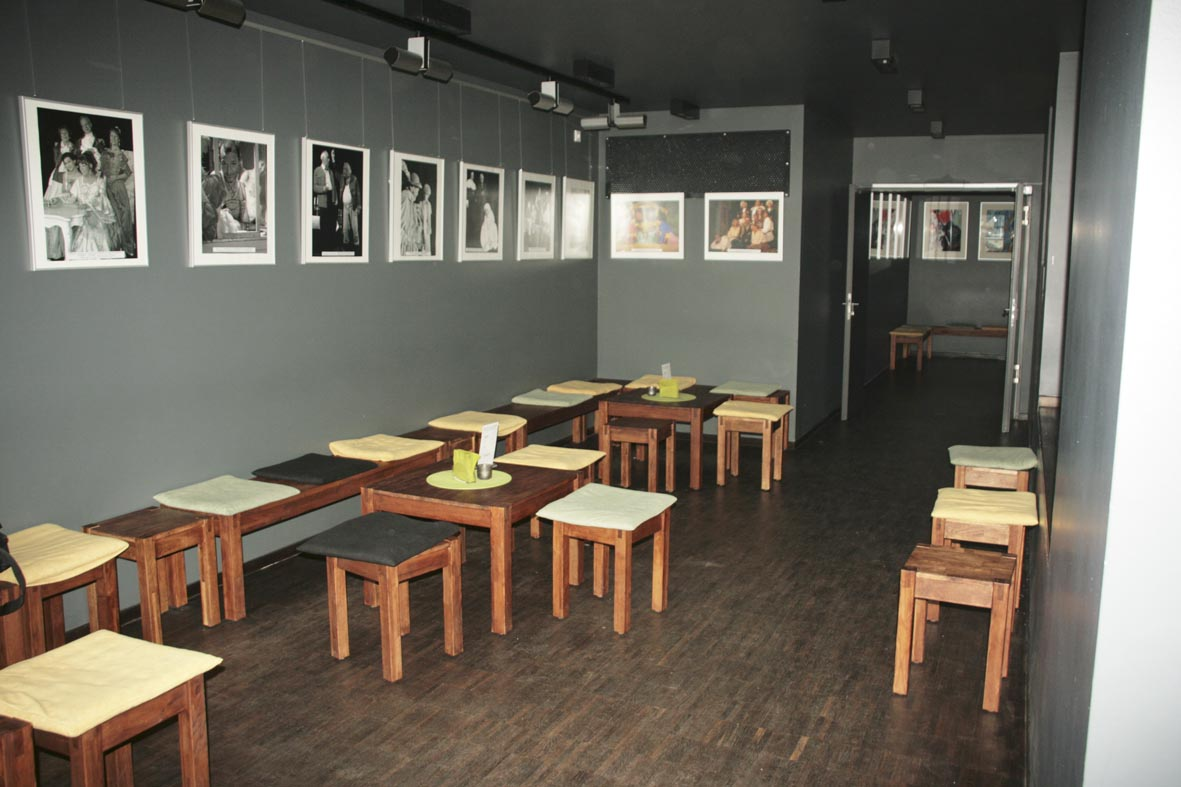
Das Foyer des Kellertheaters

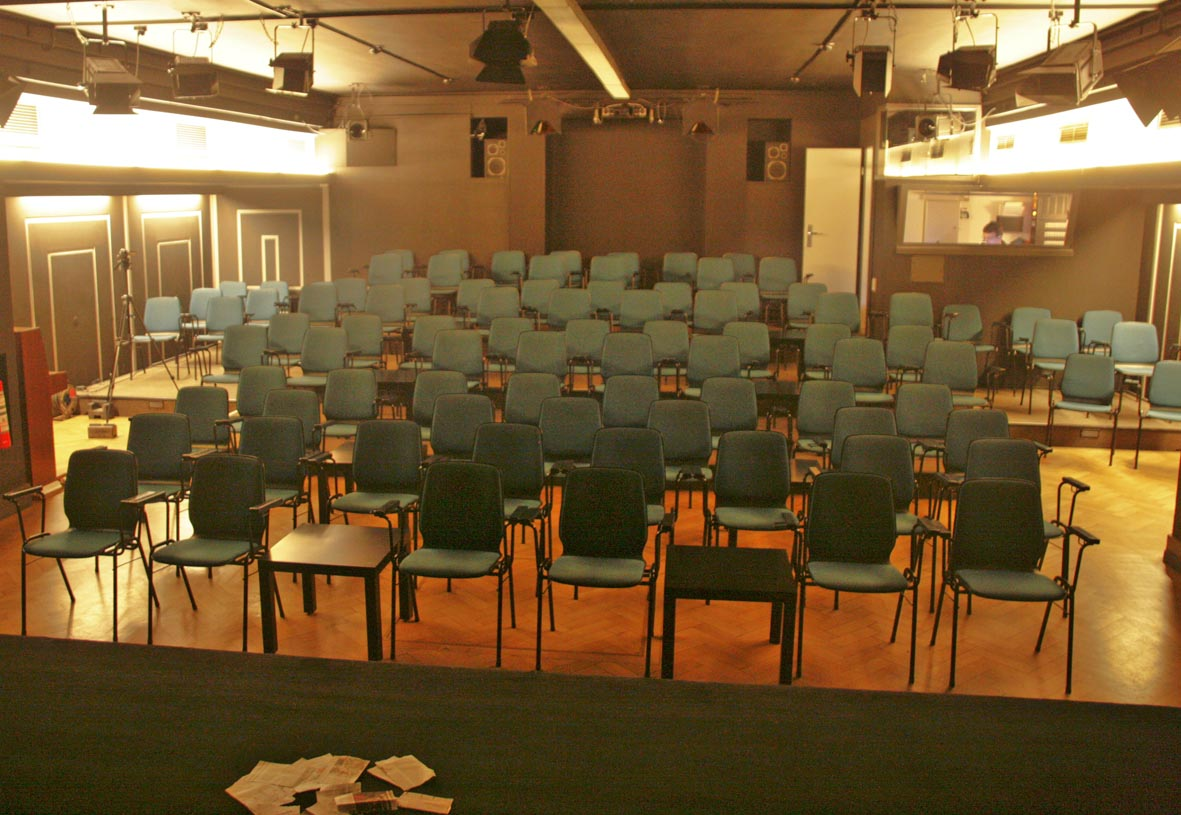
Zuschauerraum des Kellertheaters

Das Kellertheater Hamburg e. V. ist ein Amateurtheater in Hamburg. Es ist im Brahms Kontor am Johannes-Brahms-Platz 1 beheimatet.

## Geschichte
Das Theater wurde 1954 als Tourneetheater „Optimisten“ gegründet und konnte 1966 die Räume im Keller des damaligen DAG-Hauses (seit 2005 Brahms Kontor) beziehen. Das Theater fungiert als eingetragener Verein. Der Vorstand wird alle zwei Jahre neu gewählt. Vorsitzender und Geschäftsleiter war von 1961 bis April 2015 Günter Karl Dose, der als Theaterregisseur auch nur unter seinen beiden Vornamen tätig war. Er selbst war ab 1958 Mitglied der Theatergruppe. Sein Nachfolger ist Joachim Kahl. Insgesamt setzt sich der Vorstand aus Mitgliedern der Bereiche Dramaturgie, Theatertechnik, Theaterorganisation, Finanzen und Öffentlichkeitsarbeit zusammen.
In den ersten Jahren musste das Theater sich die Räume mit dem Jugendclub Tangente teilen. Inszeniert wurde in den Anfängen ein Stück pro Jahr, das zwei- bis dreimal die Woche aufgeführt wurde anderen Angaben nach nur mittwochs. Um 1979 war Vera Schröder Pressechefin. Seinerzeit stand in der Satzung, dass niemand mit Schauspielunterricht oder Kunststudium auf die Bühne durfte. Honorare wurden damals nicht bezahlt.
Als das Gebäude in den Jahren 2004 bis 2008 saniert wurde, ging das Kellertheater wieder „auf Tournee“ in verschiedenen Spielstätten in und um Hamburg, vorwiegend kirchliche Einrichtungen.
Seit 2008 ist es wieder im jetzt Brahms Kontor genannten Gebäude beheimatet. Der Theatersaal hat ungefähr 90–100 Plätze. Das Kellertheater hat über 100 Mitglieder, die mit ihren Mitgliedsbeiträgen und den Einnahmen aus den Eintrittspreisen sowie Spenden von Förderern die Finanzierung sichern. Am Haus arbeiten über ein Dutzend Regisseure. Pro Jahr werden rund 15 Stücke inszeniert und in zwei bis drei Wochenendaufführungen dargeboten. 2014 wurden insgesamt 22 Stücke aufgeführt. Im Rahmen von Workshops und Schulungen wird jungen Talentierten eine Schauspielausbildung angeboten.

## Inszenierungen (Auswahl)
Das Teatro Ayelen (Walter Becker und Nanny Fornis) führte im Kellertheater Anfang der 1990er Jahre das Stück Ja sagen… (Originaltitel: Decir sí) von Griselda Gambaro auf. Susanne von Loessl führte im Kellertheater Regie für die Aufführungen von Taschentheater von Jean Cocteau, Der Schatten unter dem du lebst von Märta Tikkanen, sowie bei ihrer eigenen Komödie Tournée, Tournée. In den Jahren 2011 und 2012 veranstaltete Wittus Witt hier die 1. und 2. Hamburger Zaubernächte. Nach Angaben des langjährigen Geschäftsführers Günter Karl Dose ist das seit Mitte der 1990er Jahre aufgeführte Stück Wenn du geredet hättest, Desdemona von Christine Brückner im Theater ein Dauerbrenner. Zum ständigen Repertoire seit 1983 gehört Der kleine Prinz von Antoine de Saint-Exupéry, der nach dem 70. Todesjahr des Verfassers 2015 zum 150. Mal im März 2015 aufgeführt wurde.

## Bekannte Schauspieler (Auswahl)
Christian Richard Bauer (1997), Jytte-Merle Böhrnsen (1991–1992, 2000, 2002–2003), Alianne Diehl (2001–2003), Karim Köster (1997), Joosten Mindrup (Gastspiel 2002), Iris Mareike Steen (erste Auftritte im Alter von acht Jahren).

## Erfolge
- 1977: Sieg beim Norddeutschen Amateurtheaterwettbewerb mit Der Architekt und der Kaiser von Assyrien von Fernando Arrabal in der Gruppe „hochdeutsch spielende Bühnen“[9]